# Doză letală
Doza letală (DL) este cantitatea de substanță care are efect toxic letal asupra unui animal adult.
Variația de răspuns individual la administrarea de doze letale  dintr-o substanță a necesitat introducerea valorilor:
- DL0 (doza letală zero) este cantitatea maximă de substanță care determină fenomene toxice grave, dar nu mortale, la animalele din lotul de testare;
- DML (doza minimă letală) este cantitatea minimă de substanță care omoară un singur animal din lotul testat;
- DL50 (doza letală 50%), utilizată în practică pentru caracterizarea toxicității unei substanțe, este doza care provoacă efectul letal la 50% dintre animalele din lotul testat.

În funcție de procentul de animale omorâte se pot stabili și alte valori:
- DL25
- DL100

| Grupa toxicității | Gradul toxicității      | DL50 - doză unică orală (șobolan) |
| ----------------- | ----------------------- | --------------------------------- |
| 1                 | extrem de toxic         | sub 1 mg /kg                      |
| 2                 | foarte toxic            | 1 - 50 mg /kg                     |
| 3                 | moderat toxic           | 50 - 500 mg /kg                   |
| 4                 | slab toxic              | 500 - 5 000 mg /kg                |
| 5                 | practic netoxic         | 5 000 - 15 000 mg /kg             |
| 6                 | relativ fără toxicitate | peste 15 000 mg /kg               |

Pentru substanțele dispersate în aer sau dizolvate în apă se folosește termenul de concentrație letală (CL) a toxicului în atmosferă sau în apă (analog cu doza letală DL), care se măsoară în: mg/l, ppm sau % volume.
Pentru fiecare toxic din mediul industrial se stabilește concentrația maximă admisă. CMA este concentrația medie a toxicului în aer care nu provoacă nici un simptom de boală la nici unul dintre subiecții expuși continuu în timpul muncii zilnice.
În cazul medicamentelor este obligatoriu să fie utilizat indicele terapeutic (IT) numit și factor relativ de securitate. IT este raportul dintre DL50 și DE50. Pentru IT > 10, utilizarea în terapeutică a medicamentului respectiv nu va prezenta pericol (la doze uzuale).